# Цер
Це́р (серб. Цер) — гора на западе Сербии, в 30 км от Шабаца и в 100 км от Белграда. Высота горы — 689 метров.
Гора известна как место легендарной битвы в начале Первой мировой войны, в результате которой сербская армия под командованием Радомира Путника нанесла тяжёлое поражение австро-венгерской армии.

## Характеристики
Гора получила название от растения дуба австрийского, часто называемым на Балканах как Цер. Сама гора довольно лесистая и безлюдная и на ней растёт бук, дуб, граб.